# فرودگاه شهری لیوینگ استون اسپنسر جی. هاردی
فرودگاه شهری لیوینگ استون اسپنسر جی. هاردی (به انگلیسی: Livingston County Spencer J. Hardy Airport) یک فرودگاه همگانی بهره‌برداری هوایی است که یک باند فرود بتن دارد و طول باند آن ۱۵۲۵ متر است. این فرودگاه در شهر لیوینگستن، تگزاس کشور ایالات متحده آمریکا قرار دارد و در ارتفاع ۲۹۳ متری از سطح دریا واقع شده است.

## نگارخانه

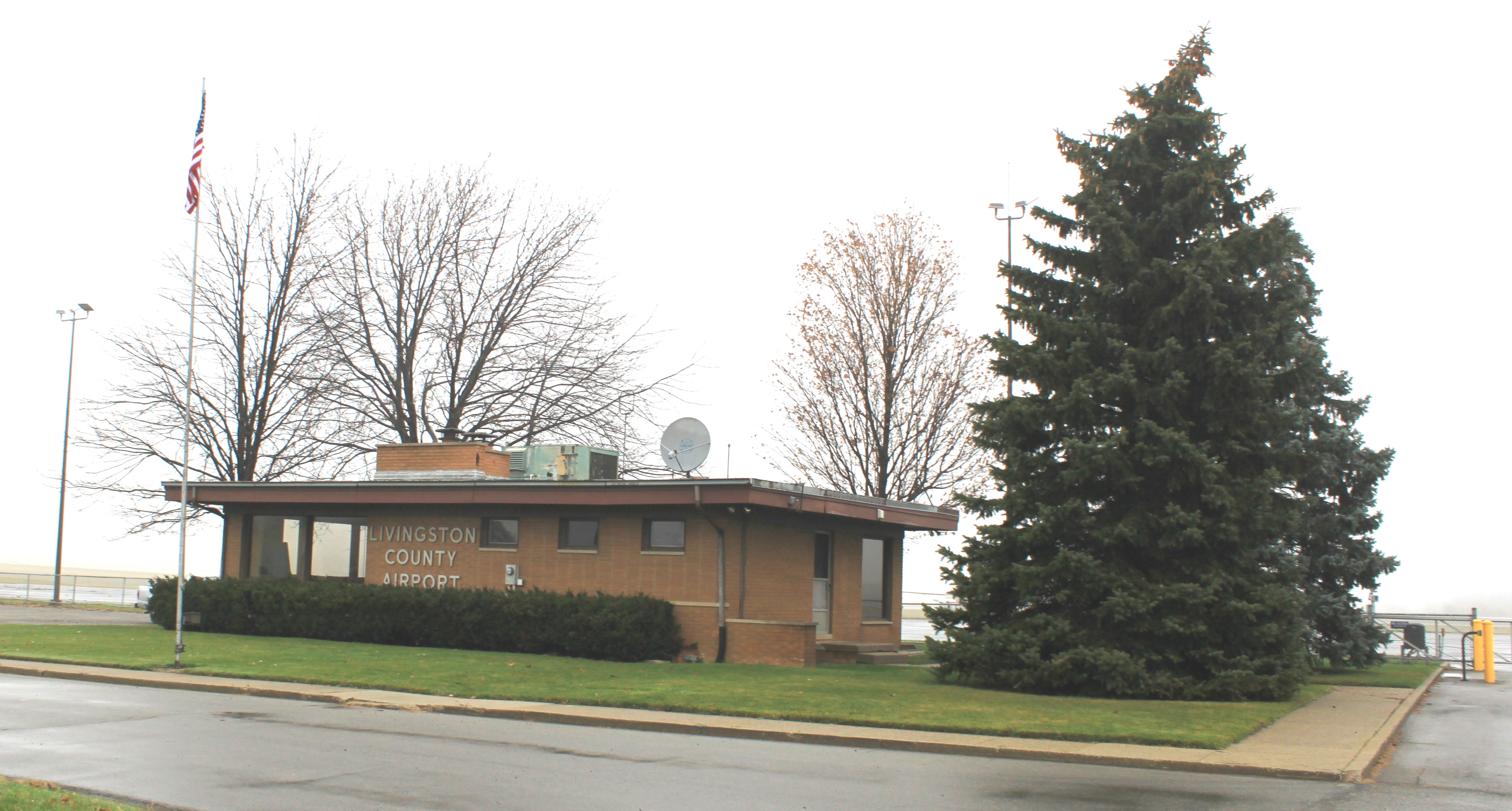
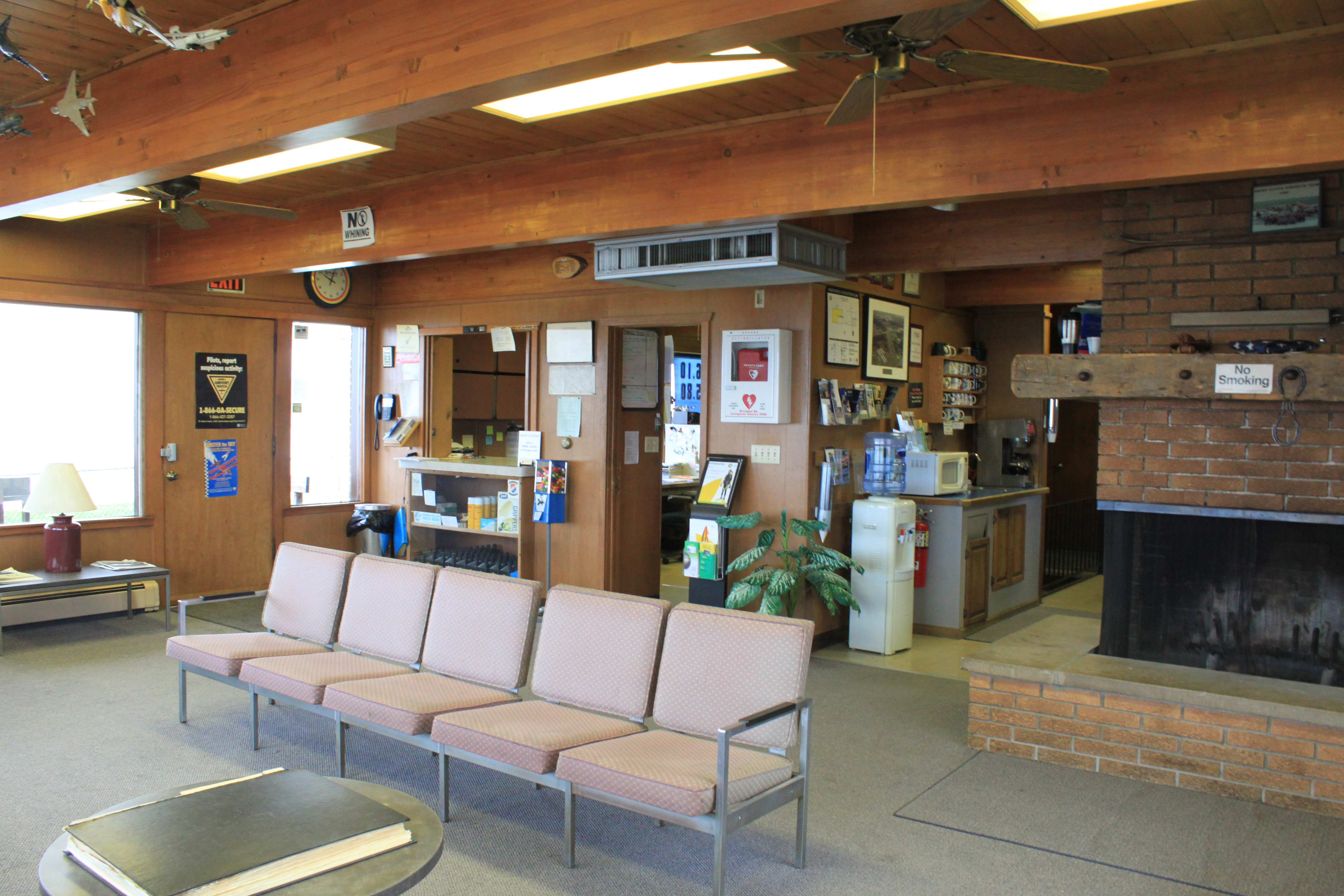
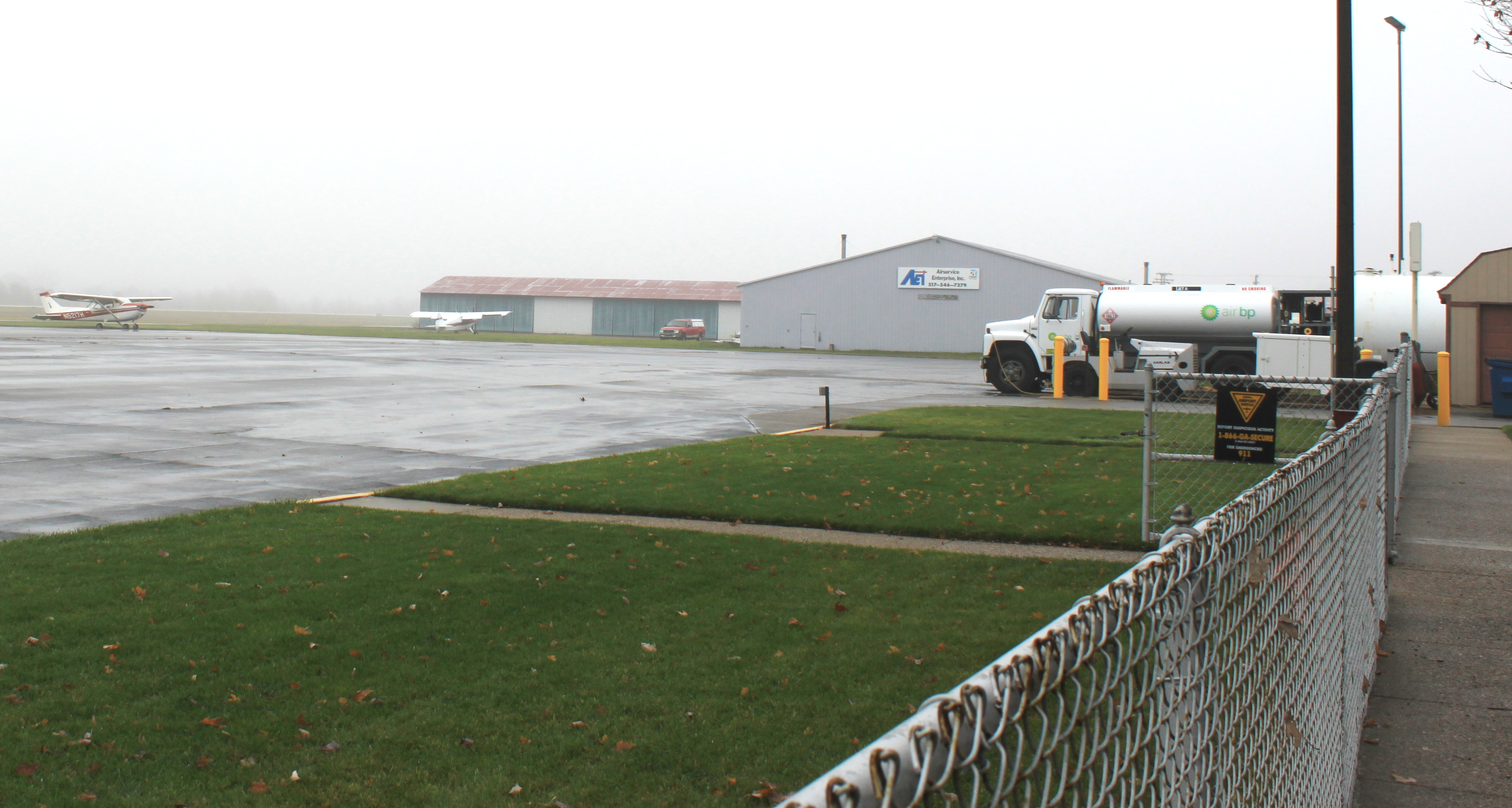